# Dysaphis narzikulovi
Dysaphis narzikulovi är en insektsart som beskrevs av Shaposhnikov 1956. Dysaphis narzikulovi ingår i släktet Dysaphis och familjen långrörsbladlöss. Inga underarter finns listade i Catalogue of Life.